# Chlorodynerus intricatus
Chlorodynerus intricatus är en stekelart som beskrevs av Giordani Soika 1957. Chlorodynerus intricatus ingår i släktet Chlorodynerus och familjen Eumenidae. Inga underarter finns listade i Catalogue of Life.